# 1970 en Finlande
Chronologie de la Finlande
- 1966
- 1967
- 1968
- 1969
- 1970
- 1971
- 1972
- 1973
- 1974

Cette page concerne les évènements survenus en 1970 en Finlande  :

## Évènement
- 15-16 mars : Élection parlementaire (en)
- 14 mai : Fin du gouvernement Koivisto I
- 14 mai-15 juillet : Gouvernement Aura I
- 15 juillet : Gouvernement Karjalainen II

## Sport
- Championnat de Finlande de football 1970
- 3-9 avril : Universiade d'hiver à Rovaniemi.

## Création
- Fédération finlandaise des sports de réservistes (en)
- Kuopio Radio and TV Mast (en)
- Jukurit Mikkeli (club de hockey sur glace)
- PP-70 Tampere (club de football)
- Riihimäen Ilves (club de football)
- SAPA (en) (club de football)

## Naissance
- Kristiina Bruun (fi), écrivaine.
- Mirja Hartimo (fi), philosophe.
- Jussi Haukioja (fi), philosophe.
- Jarkko Kemppi (fi), historien.
- Samuli Siltanen (fi), mathématicien.
- Eveliina Talvitie (fi), journaliste.
- Jan Yrlund (fi), guitariste.

## Décès
- Gustav Holmström (fi), footballeur.
- Ilmari Kianto, écrivain.
- Jalmari Lankinen (fi), architecte.
- Eino Railio (fi), gymnaste.
- Ingrid af Schultén (fi), écrivaine.
- Emma Väänänen, actrice.
- Pekka Vanninen (fi), fondeur.